# Champagner (Film)
Champagner ist eine österreichisch-britische Stummfilm-Liebeskomödie aus dem Jahre 1929 von Géza von Bolváry mit den beiden Briten Betty Balfour und Jack Trevor in den Hauptrollen.

## Handlung
Jenny ist eine junge, lebenslustige Frau, die in dem Palais de Luxe, einer besonders edlen Nobelherberge mit Pariser Flair, beim Abwasch in der Küche hilft. Eigentlich ist dieses quecksilbrige Wesen ein rundum glücklicher Mensch, doch gibt es vor Ort ein für sie großes Problem: Jenny ist verliebt in den schmucken Jean, dem attraktiven und charmante Oberkellner – doch der beachtet sie überhaupt nicht. Jean hat nämlich ein Auge auf Lola geworfen, die Hoteltänzerin, die von einem ebenso alten wie reichen Lebemann in Beschlag genommen wird. Als Jean eines Tages ihren Geburtstag feiert, will Jean nicht hinter seinen Kollegen, die das Küchenmädchen bereits beschenkt haben, zurückbleiben und sagt Jenny, dass er nach Feierabend, also gegen 6 Uhr, auf ihr Zimmerchen, das sie unter dem Hoteldach bewohnt, vorbeikommen möchte, um ihr sein Geschenk zu überreichen. Jenny ist überglücklich und entwendet, damit es sich beide bei ihr schön gemütlich machen können, aus der Sektkellerei des Hotels eine Flasche edlen Champagners.
Jean vergisst das Rendezvous mit Jenny, denn er hat gerade ein Tête-à-Tête mit der verführerischen Tänzerin Lola. Als wäre das alles nicht schon schlimm genug, denunziert auch noch eine Kollegin wegen der gestohlenen Flasche Champagner Jenny bei der Hotelleitung. Die Küchenhilfe wird daraufhin fristlos entlassen, ja man droht sogar mit der Polizei. In Panik flüchtet Jenny daraufhin Hals über Kopf durch die Hotelgänge und landet in einer Art Konzertsaal, wo sie sich unter der Bank einer Loge verkriecht. Dann erscheint noch zu allem Überfluss ein Polizeiinspektor, der den ganzen Saal inspiziert. Damit ist Jenny vorerst „gefangen“. Als die Gäste den Konzertsaal betreten, ist es für Jenny zu spät, wieder hervorzukriechen und den Ort zu verlassen. Ausgerechnet dort, wo sie sich versteckt hat, lässt sich der schwerreiche argentinische Don Miguel Gomez nieder, zieht das verschüchterte Mädchen hervor und hält das Ganze für einen inszenatorischen Einfall der Veranstalter der anstehenden Unterhaltungsshow.
Gomez glaubt, dass es sich bei Jenny um eine Künstlerin handeln müsse, die jetzt gleich dem Publikum etwas vortragen solle, und so bittet Don Miguel Jenny, mit ihrer Performance anzufangen. Die weiß sich keinen Rat und beginnt einfach loszutanzen. Gomez ist begeistert, und das Publikum jubelt. Jean, ebenfalls anwesend, begreift erst jetzt, was für ein bezauberndes Geschöpf diese Küchenhilfe sein muss, die er so lange mit Nichtachtung gestraft hatte. Jenny steht nun die Welt offen: Doch sie ist bereit, eine ihr angebotene Künstlerinkarriere in den Wind zu schlagen und lieber das kleine, große Glück mit Jean zu suchen und zu finden. Einem Happy End der beiden jungen Leute steht nun nichts mehr im Weg.

## Produktionsnotizen
Gedreht im Frühwinter 1928/29, erlebte Champagner am 29. März 1929 seine österreichische Premiere. Am Tag zuvor wurde der Film bereits in Ungarn erstmals gezeigt. Die britische Erstaufführung fand im Mai desselben Jahres statt. Die Länge des mit Jugendverbot belegten Siebenakters betrug etwa 2800 Meter.
Nikolaus Deutsch übernahm die Produktionsleitung. Die Filmbauten gestalteten Artur Berger und Emil Stepanek. Josef von Báky war Regieassistent seines Landsmannes Bolváry.
Der 60-jährige Julius Strobl gab hier seine Abschiedsvorstellung beim Film.

## Wissenswertes
Dieser Film ist einer von drei Inszenierungen, die Regisseur Bolváry während seines England-Aufenthaltes 1928/29 drehte. Die beiden anderen Produktionen hießen Der Würger und The Vagabond Queen.
Hauptdarstellerin Betty Balfour hatte unmittelbar zuvor auch in Alfred Hitchcocks nahezu gleichnamiger Komödie Champagne die Hauptrolle gespielt, die, anders als Bolvárys Inszenierung, sowohl bei den Kritikern als auch beim Publikum durchfiel.

## Kritiken
Der Film erhielt durchgehend positive Besprechungen und gilt als diejenige Inszenierung, mit der Regisseur Bolváry der endgültige Durchbruch gelang. Nachfolgend drei Beispiele:
Die Österreichische Film-Zeitung jubelte: „Der Film wirkt wie verkörperte Lebensfreude. Er hebt hinweg über die kleinlichen Sorgen des grauen Alltags, er prickelt, kichert und lacht und läßt köstliche Schaumperlen frohesten Lebensgenusses aufsteigen. Fast ist dem Zuschauer, als hätte er selbst Champagner getrunken, als säße er mitten drin unter diesen vergnügten Menschen, als tanzte er in diesem wundervollen Palais de Luxe. (…) … so ausgezeichnet natürlich bewegt die bunte Regie Géza von Bolvárys, daß man vergißt, daß es nur Bilder sind, die vorüberziehen. (…) Diese liebenswürdige, stellenweise sehr lustige und eigentlich ohne Gewaltsamkeit geschürzte Handlung wird von allen Mitspielenden überaus amüsant durchgeführt.“.
Das Neue Wiener Journal schrieb: „Die glanzvolle Inszenierung ist das Anziehendste dieses Films. Geza v. Bolvary der bewährte Regisseur, entfaltet hier seine raffiniertesten Einfälle. Er bietet da Momente voll dramatischer Spannung. Auch der Zuschauer nimmt teil an diesen Amüsements, atmet diese Luft des leichten Lebens. Von Musik, Tanz und Jongleurproduktionen sind die Vorgänge erfüllt und man gewinnt auch herzliches Interesse für das Schicksal der kleinen, schalkhaften Jenny. (…) Man sieht: dem Buchautor ist nicht sonderlich viel eingefallen. Aber die Erfindung ist hier nicht das Wesentliche. Sondern mit der prächtigen Ausstattung sind es die darstellerischen Qualitäten, die großen Reiz ausüben. Am scharmantesten Betty Balfour mit dem schnippischen Humor als Küchenmädchen und ihren herzlichen Sentiments. Sie verfügt über eine reiche Skala an Ausdruck und anmutsvoller Geste. (…) Jack Trevor … besitzt etwas von der strengen Eleganz und der spröden Grazie eines englischen Grandseigneurs.“
Auf Viennale.at heißt es: „Alfred Hitchcock bezeichnete seinen Film Champagne (1928) als «Tiefpunkt seiner Karriere», Géza von Bolvárys österreichische Produktion Champagner (1929) dagegen ist ein Meilenstein auf seinem Erfolgsweg durch die deutschsprachige Unterhaltungsindustrie. In beiden Filmen agierte Betty Balfour in der Hauptrolle.“